# Michel-Paul-Guy de Chabanon
Michel-Paul-Guy de Chabanon (* 27. November 1730 in Saint Domingue; † 10. Juni 1792 in Paris) war ein französischer Geiger, Komponist, Musiktheoretiker, Autor, Übersetzer und Mitglied der Académie française.

## Leben und Werk

### Vom Geiger zum Gelehrten
Michel-Paul-Guy de Chabanon, Bruder von Charles-Antoine Chabanon de Maugris (1736–1780), besuchte ab dem Alter von sieben Jahren das Jesuitenkolleg Louis-le-Grand. Er entzog sich der Werbung seiner Lehrer für den geistlichen Stand und widmete sich acht Jahre lang der professionellen Ausbildung zum Geiger. Dann vertiefte er sich intensiv in die Gelehrsamkeit des griechischen Altertums und wurde 1759 in die Académie des inscriptions et belles-lettres aufgenommen.

### Literat und Musiktheoretiker
Ab 1762 tat er sich mit Bühnenwerken sowie mit literatur- und musikkritischen Schriften hervor. Er verkehrte in den literarischen Salons von Paris (vor allem dem der Madame Geoffrin) und weilte ab 1766 dreimal längere Zeit bei Voltaire in Ferney, worüber er ausführlich berichtete (postum veröffentlicht). Er übersetzte die Oden des Pindar, die Idylle des Theokrit und die musikbezogenen Problemata des Aristoteles (jeweils mit ausführlichen Diskussionen versehen) und lieferte eine vorromanistische Interpretation von Dante. Er schrieb die Texte zu drei musikalischen Werken von François-Joseph Gossec und versuchte sich an eigenen Tragödien, die er mit Voltaire besprach. Zwei seiner musiktheoretischen Schriften und eine literaturtheoretische wurden in jüngster Zeit nachgedruckt. 1779 wurde er in die Académie française (Sitz Nr. 14) gewählt. Er starb 1792 im Alter von 61 Jahren.

## Werke

### Bühnenwerke
- Éponine. 1762.
- Priam au camp d'Achille. Tragédie en 1 acte. 1764.
- Eudoxie, tragédie en vers et en cinq actes. Paris 1769.
- (Librettist) Sabinus, tragédie lyrique en quatre actes représentée devant Sa Majesté à Versailles le 4 décembre 1773, et pour la première fois par l'Académie royale de musique le mardi 22 février 1774. Paris 1774. (Musik von François-Joseph Gossec)
- (Librettist) Philémon et Baucis. Pastorale en 2 actes. 1775. (Musik von François-Joseph Gossec)
- La Nativité. Oratorio. (Musik von François-Joseph Gossec)
- Œuvres de théâtre et autres poésies. Paris 1788.

### Musiktheoretische und literaturtheoretische Schriften
- Éloge de M. Rameau. Paris 1764.
- Sur le sort de la poésie en ce siècle philosophe. Paris 1764. Genf 1970.
- Vie du Dante, avec une notice détaillée de ses ouvrages. Amsterdam/Paris 1773.
- Observations sur la musique, et principalement sur la métaphysique de l'art. Paris 1779. Genf 1969.
- De la Musique considérée en elle-même et dans ses rapports avec la parole, les langues, la poésie et le théâtre. Paris 1785. Genf 1969.

### Übersetzer
- Les Odes pythiques de Pindare, traduites avec des remarques. 1772.
- Idylles de Théocrite, traduites en prose, avec quelques imitations en vers de cet auteur; précédées d'un essai sur les poëtes bucoliques. Paris 1777. (gewidmet Antoine Léonard Thomas)
- Mémoires sur les "Problèmes" d'Aristote concernant la musique, traduits et commentés par M. de Chabanon. Mémoires de l’Académie des Inscriptions et Belles-Lettres de Paris 46, 1779, S. 285–355.